# دین باستانی سامی

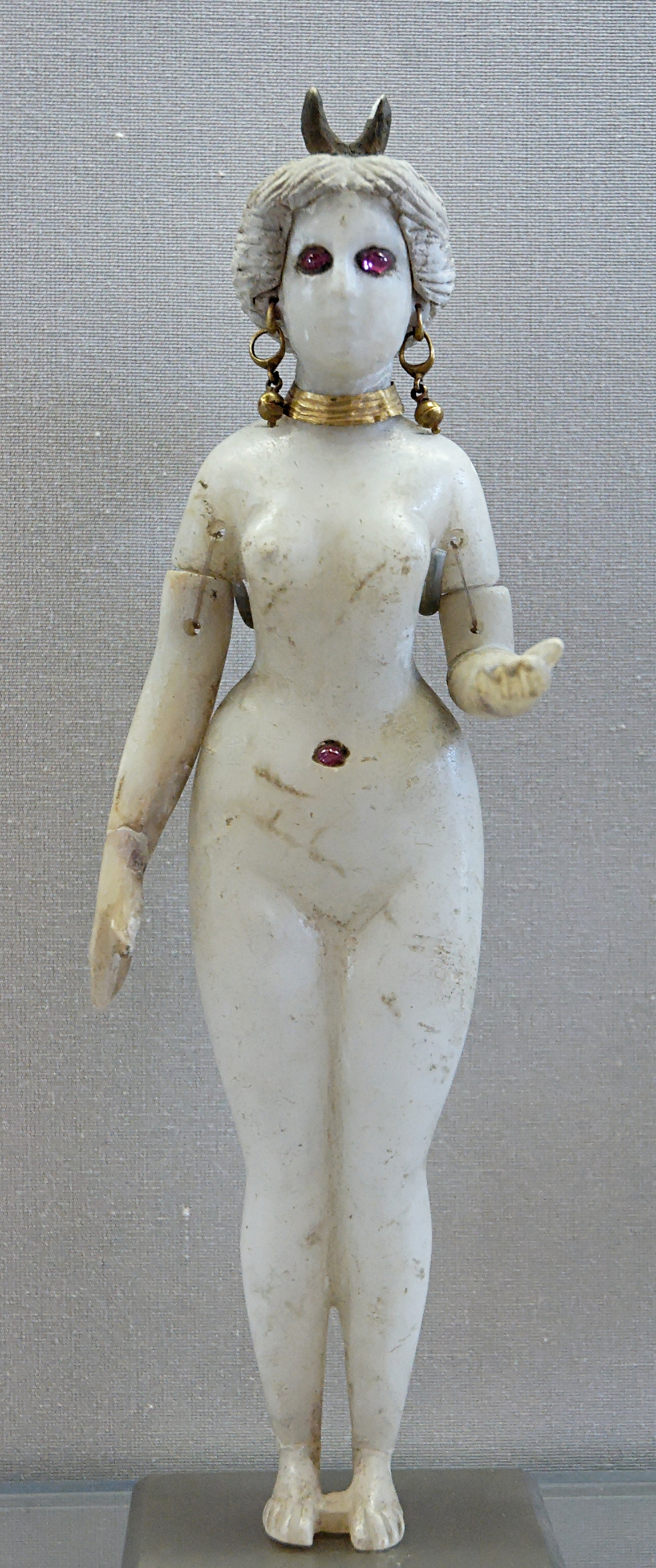
احتمالا تندیس ایشتار الهه بین النهرینی در موزه لوور

دین باستانی سامی عبارت است از اعتقادات مبتنی بر چندخدایی مردمان سامی در خاور نزدیک باستان و شمال شرقی آفریقا. این باورها با اساطیر میان‌رودانی درهم‌تنیدگی بسیاری داشته‌است. به نظر می‌رسد که باورهای آغازین سامیان در آینده به سه دسته بخش شده‌باشد: دین کنعانی در سرزمین شام، دین آشوروبابلی که متأثر از باورهای سومریان بوده، و باورهای پیشااسلامی عرب.

## پانتئوننیاسامی
- ایلو (اکدی)، ال (اوگاریت، فنیقی، عبری)، الوهیم (عبری)، الله (عربی)، خدای آسمان، سرکردهٔ پانتئون
- اشیره (عبری)، اثرت (اوگاریتی)، ثرت (عربی جنوبی باستان) الات (اکدی)، الّات (عربی)، زنخدای نامی
- عثترو، خدای مذکر باروری
- عثترتو ، ایشتار (اکدی)، عشتروت (فنیقی و عبری)، زنخدای باروری
- هدّو، هددو، ادد (اکدی)، هد (اوگاریتی)، ادودوس (فنیقی)، خدای توفان. ریشهٔ این نام به‌احتمال به معنای تندر است. این خدا را با نام بعل نیز می‌شناسند.
- شمشو، شپش (اوگاریتی)، شمش (عربی جنوبی باستان)، شمش (اکدی)، در اصل به معنای خورشید است. شمشو زنخدای خورشید است، ولی شمش خدایی نرینه است.
- وریخو، با معنای لغوی ماه، یرخ (اوگاریتی)، یاریه (عبری)، خدای ماه